# 五分後の世界 (ゲーム)
『五分後の世界』（ごふんごのせかい）は、2001年8月6日に日本のメディアファクトリーが発売したPlayStation 2用のコンピュータゲームである。ジャンルはサウンドノベル。
原作・監修は村上龍。同名の小説『五分後の世界』をベースに制作された。

## 概要
五分後の世界という現代から五分ずれた、第二次世界大戦後も戦争を続けているパラレルワールドの日本を舞台に、7人の主人公により物語が展開される。最初は1人の主人公、サトルのストーリーのみしかプレイできないが、サトルがこの世界の住人と遭遇することで、他の主人公のストーリーがプレイ可能となる。本作はチェーンノベルという、主人公の1人が行った行動が他の主人公の未来に影響を及ぼし、それにより7人のストーリーが完結するというサウンドノベルの中でも独自の手法を取り入れている。
『街 〜運命の交差点〜』（1998年）のシステムに似ているが、一人の行動により発生する連鎖的なストーリー展開を楽しむ設計となっているため、街のベストエンディングを迎えることを目的としたザッピングといった機能は搭載されていない。
作品の舞台は、小説『ヒュウガ・ウィルス 五分後の世界II』より後の世界となっている。

## ゲーム内容
ここでは、このゲームに特化したシステムを述べる。

### シナリオナビゲーター
章
各主人公のストーリーは、第1章から最大第8章までで構成されており、ナビゲーター上に数字で章番号が表示される。再読後のストーリーの展開によっては、より短い章番号で終了となる場合もある。
ヒストリカルファクト
現在の各主人公のシナリオの展開状況により、画面上部にストーリー進行とは関係のない枠が最大30個表示される。ここには、現在既読されているシナリオに対応して、簡単な概略、あるいは五分後の世界の人物によるレポートなどが記述されており、別の切り口でストーリーを楽しめるようになっている。ヒストリカルファクトについては、未読、再読の着色は行われず、既読率には計上されないため、読まなくても既読率への影響はない。
エピソード
各主人公のストーリーとしてプレイヤーが経験したもののうち、特定のイベントについて「エピソード」という形であらすじを読み返すことができる。各主人公の各章ごとに登録されるエピソードの数は決まっており、未経験のエピソードについては空欄で表示される。
未読
未読は、章番号に赤色で着色することで表現される。ただし、新しく使える主人公が出た場合には、登場主人公のシンボルが表示されるのみで、その主人公のシナリオをスタートさせない限り章番号が表示されない。あるシナリオの読破途中である場合には、他の主人公に未読があっても、現在読破中の主人公のシナリオを読み終えるまで、他の主人公のシナリオを読むことは出来ない。
再読
再読は、章番号に赤色、黄色、もしくは緑色で着色表示される。黄色はある主人公のストーリーを読んだことにより現既読章に大きな変化が発生した場合に、緑色は軽微な変化が発生した場合に着色される。ストーリーで分岐する「章」に変化があった場合には、赤色に着色される。赤色、または黄色に着色された章は再読が必須である。

### リアルタイムイベント
ビュークリック
各章の特定のストーリーには、各主人公に瞬時の判断を行わせるためのビュークリックというイベントが設定されている。プレイヤーは、画面上に表示されるムービー上で照準を動かし、一定時間内に何をするかを決定する必要がある。ビュークリックで行う内容は、目的は国連軍の戦車の破壊であったり、情報探索であったり、要人の暗殺であったりとさまざまであるが、ストーリー展開上の大きな分岐点となっているケースが多い。

### 進捗率・未読状況の確認
進捗率
既読の進捗率は、画面左上に1%刻み(小数点以下切り捨て)で表示される。
未読状況の確認
ゲームシステム上、どのキャラクターのどの章に未読があるかを把握する手段はない。
未読状況の確認は、各キャラクターのストーリーを読み進めるにあたり、「ｖ」のチェックボックスによって、選択肢にチェックマークが付くことで、未選択の選択肢を確認することができる。
ただし、これがテキストの既読を示しているわけではなく、あくまで「選択肢が未選択」であることを示すだけの指標にすぎないため、未読状況の把握には全フローを綿密にチェックしていく必要がある。
キャラクターの相関にともなってストーリーが変化する複雑なシステムであることもあいまって、他のノベルウェアに比べ、100%到達は遥かに困難を極める。

### ゲームシステム上の特殊仕様、バグ
特殊仕様
他のノベルウェアと違い、登場人物のストーリーによっては、ストーリーの依存関係を維持するため、章の分岐変化（赤色の再読表記）が発生するまで、通常の再読（既読章の読み直し）では、当該章の選択肢の変更ができないといった章が存在する。
バグ
ゲーム進行上の問題はないものの、各主人公のストーリー関係が一部維持されないという不具合が存在する（ある主人公が起こした行動が同じ時、同じ場所にいた主人公に反映されないなど）。

## ストーリー・設定

### 時代背景
年代
五分前の世界は2000年ころのため、五分後の世界も同様だが、五分後の世界は第二次世界大戦後も、いまだに戦争を続けている日本が舞台となっている。
日本の状況
五分後の世界では日本は分割統治され、北海道、東北の一部、北陸の一部、紀伊半島、中国、四国、九州は他国の支配下にある。地上に土地を持たず食料を自給することができないため、独立国家としては非常に不利な状況にあるが、圧倒的な戦闘力と、あらゆる分野において世界の追従を許さない技術力を保持しているため、技術や人材との対価としてDMZを確立することに成功している。
他国との関係
在日米軍は存在せず、かわりに国連軍という米軍部隊が駐留している。国連軍とは日々戦闘が繰り返されており、敵対関係にある。実際には中国、ロシア軍も日本列島に駐留し、同様に敵対しているが、本作では登場しない。イギリスが四国を一時占拠していたとの記述が小説にあるが、本作中の情勢は不明。

### 国家・国民
政治
政治は、48人委員会を最高意志決定機関として軍事国家としての運営を行っている。天皇一族はスイスに移住しており、日本国内にはいない。
国民生活
地下に在住する大半の国民は、地下2000mにまで及ぶ長大なトンネルに居住している。あらゆるものは配給制であるが、一部物品を購入することも可能なようである。地下の移動は鉄道に似たトロッコとよばれる輸送機関を使用している。
貿易
技術そのものや製品を輸出して貿易を行っている模様である。主な収入源は向現（こうげん）や、耐火戦闘服（一着4千ドル）などの軍事品と思われる。
地理
地下は各階を「層」という定義でフロア分けしており、そこに網の目状の通路、および部屋が作られている。
地上には、DMZ（非武装地帯）として伊豆に大きなドームが存在するほか、UGの居住地に繋がるトンネルの入り口が各地に数百箇所作られている。トンネルはUGの生命線であるためその入り口はあらゆる方法でカムフラージュされ、見つからないように細心の注意が払われている。万一トンネルが発見された場合は封鎖される。
軍事
車両・航空機等の輸送機械は保持せず、全て一個小隊以下のゲリラ部隊として活動している。世界各地のゲリラ的軍事活動を支援するケースもあるようである。UGの軍人3名で、戦車の一個小隊を壊滅させる力がある。

### ゲーム中の舞台となる地域
オールド・トウキョウ
第二次大戦中の東京都およびその周辺の県の一部を含む地域。地上は廃墟状態。サトル、ヤエガシのストーリーの中心舞台となる。
ヒビヤ・スラム
オールド・トウキョウの中でも特に治安の悪い地域。国連軍やギンザ団、コウモトたちのギャングなど、不安定要素が多く滞在している地域で、戦闘が絶えない。クラブ・セレスはこの一角にある。また、ワカマツのコンサートがストーリー終盤に開催される地域でもある。
伊豆DMZ
国連軍とUGとの間の非武装地域。伊豆DMZには下記の下田大トンネルのほか、国連ビルも存在する。ナルミのアルバート狙撃の舞台となる地域。
下田大トンネル
UGが公表しているUG地下への入り口となる巨大トンネルで、伊豆DMZの中にある。UGの命綱であるトンネルはUG内の精鋭とD砲台などの強固な軍備により護られており、軍事突破は困難を極める。ジャックが攻撃を指示されるのはここ。
日本軍地下司令部
静岡・長野の地下に構築されていると言われるUGの本部。サトル、ノーマ、ケイトの舞台となる。
カチドキ橋
現代で隅田川にかかる勝鬨橋（かちどきばし）のこと。国連軍とUGの攻防戦が発生する。サトル、ヤエガシ、コウモトの舞台となる。
トコロザワ
民間人が住む地域だが、戦場となってしまう。ヤエガシ、ノーマ、ジャックの舞台となる。
ムサシノの森
ジャックとヤエガシがそれぞれの任務遂行中に偶然遭遇し、戦闘となる地域。
南箱根
磁場のゆがみがあると言われる地域。五分前の住人が出現するポイントとなっている。サトル、ノーマの舞台となる。
スワン・ソング
ケイトとカルロスが立ち上げた、どことなく寂しさが漂う中にトランペットが響く地味なバー。ヤエガシ、コウモト、ノーマ、ケイトを繋ぐ。
クラブ・セレス
ヒビヤ・スラムにある、マリアが経営するクラブ。国連軍のたまり場でもある。ヤエガシ、コウモトを結びつける舞台であるが、火災で焼失。

## 登場人物

### 主人公
サカキ・サトル（坂城 理）
- 声 - 湯浅桃太郎
男性。17歳。五分前の世界（現代）の高校生。絵を描くことが得意だが、スランプ中。陸上部の顧問のアドバイスにより、陸上部に所属する。母子家庭に育っており、非常に内向的な性格である。その性格からは推し量れない鋭い観察眼と忍耐強さを持っており、五分後の世界では類い希なる能力を発揮する。
恋人の泉水と、南箱根の泉水の別荘に旅行に来ていたはずが、突然見知らぬ森の中で戦闘ヘリコプターの襲撃を受けたことから物語がスタートする。

ヤエガシ・カツナリ
- 声 - 松橋勝巳
男性。45歳。コードネームは「野兎」。UGの大尉で、特殊部隊隊長を務める。冷静で寡黙。強靱な肉体と精神力から「鬼神」とあだ名されるほどの戦闘能力を持ち、戦車と対面でも勝てる実力がある。戦況よりも味方の命を重視する性格により、部下のを護ろうとするあまりかえって被害を大きくしてしまうといった集団行動における弱点を持つ。政治的理由から戦死扱いとなり同名で活動しているが、本名はヤハギ・キョウスケという。
過去にこちらに迷い込んだ五分前の世界の住人。

タケウチ・ナルミ
- 声 - 武田冒
男性。27歳。狙撃銃・八咫烏（やたがらす）を操り、狙われたら命はないと語られる五分後の世界の超一流スナイパー。祖父に英雄タケウチ・ケンジ、父にUGの大佐タケウチ・セイジを持つ名族に生まれる。英雄の祖父に隠された真相や、戦争を嫌う性格と自分との葛藤に苦しんでいる。
五分後の世界の住人。

ノーマ・アイカワ
- 声 - 宮田圭子
女性。32歳。「デイリー・オブ・ビアス」社の記者だったが、内部告発を行ったことによりクビになり、フリーのルポライターとなる。UGのドキュメンタリー制作のため、UGへの接近を試みる。記者としての興味と、元の世界へ戻りたいという二つの気持ちに振り回されている。
四年前にこちらの世界に迷い込んだ五分前の世界の住人で、前世界に日本人の亡夫と一人娘キャシーがいる。

S・コウモト・ウェラー
- 声 - 音尾琢真
男性。21歳。通称「犬」。ヒビヤ・スラムにアジトを構えるギャングのリーダーで、三人の仲間「穴」「指」「冬」と共に国連軍やギンザ団から食料を奪う生活を繰り返している。勝ち気な性格で、身の回りに起こる出来事を「糞」呼ばわりして見下すことで弱気になるのを防いでいる。見た目や性格とは違い、優しい一面を持つ。
こちらの世界に迷い込んだ五分前の世界の住人だが、前世界を嫌っている。

ケイト・マイヤー
- 声 - 山田絵美
女性。15歳。天才的頭脳の持ち主で、オーストラリアのGIラズラテック・ラボで次世代戦略軍事通信プログラム「ガルム」の開発に携わる天才プログラマー。同じく天才の友人マシュー・マクダネルとともに日本へと向かう。「人為的遺伝子配合による優勢人種出生計画」により意図的に作り出された人物で、自身の出生の秘密と、作り出した兵器の実態を把握し苦しみながら成長していく。趣味はブルース・ハープを奏でること。
五分後の世界の住人。

ジャック・マクダネル
- 声 - 北脇徹
男性。38歳。別名「ジャック・ザ・メイジャー」。国連軍少佐で戦車隊の隊長を務める。頭は切れるが血の気の多い人物で、口が悪いこともあり上層部とは頻繁に喧嘩をしている。ストレスから酒におぼれやすく、酔うと押さえがきかないという一面を持つ。アメリカ本土に妻と二人の息子を持つ。ヤエガシを生涯のライバルと見ている。
五分後の世界の住人。

### その他の登場人物

#### アンダー・グラウンド (UG) の人物
ヤマグチ総司令
若くして48人委員会のトップとなったUGの総司令官。UGの総指揮をとる以外に、自ら教壇に立って兵士の育成を行う。ヤエガシと共に戦ったことがある。
ワカマツ
UGを代表する天才的音楽家で、48人委員会のメンバーの一人。彼のシンセサイザー演奏は世界的に賞賛されており、彼のコンサートには普段敵対している国連軍なども共に警備につく。
タケウチ・ケンジ（竹内剣次）
タケウチ・セイジの父、ナルミの祖父にあたる。キューバ危機においてUGより派遣され、めざましい活躍を果たし、UGの英雄とされる。
タケウチ・セイジ大佐
UGの情報部長官であり、タケウチ・ナルミの父。48人委員会のメンバーの一人。ヤマグチ総司令、ヤエガシの友人であり、サトルを寛大に受け入れる。
ムライ大佐
「む号素材」を四国経由でオーストラリアへ輸送する任務を負う。ヤマグチ総司令の右腕。
オズワルド・コールマン特使
親日家でオーストラリア人と日本人のハーフ。変な日本語を話す。日豪同盟を締結するためにUGに来たが、帰国途中にCIAによって暗殺される。
アダチ大尉
UGの軍事教官。非常に厳しいことで有名。ナルミを護るために被弾し絶命する。
オダギリ・アキラ
小説版五分後の世界の主人公。UGでの階級はない。小説版の性格を受け継いだまま成長した姿をしており、サトルに手厳しい言葉を浴びせる。主人公ではないが登場シーンは割と多い。
マツザワ・アヤコ中尉
UGで主に内勤を担当。小説版から階級が上がっている。
ミズノ少尉
片眼に眼帯をした隻眼の兵士。小説版五分後の世界でオダギリを護送中に、非国民村で重傷を負い右眼を失う。
イシイ・ハルカ少尉
サカキの恋人である泉水そっくりの風貌を持つ女性将校。UG地下司令室情報部に勤務する。ナツキという弟がいる。
ナカジマ曹長
寡黙だが温厚な性格の軍人。ヤエガシの副官を務めることが多い。サトルを保護し、UGへ護送する。
スドウ・フミヤ軍曹
ナルミの親友。トラップに関しては天才的な能力を持つ。ナルミと組むことが多い。ストーリー展開によって絶命することがある。
サイトウ・カツ・バンドゥー
日本人とのハーフである準国民兵士。カチドキ橋爆破作戦において断線した起爆装置を自ら直結して爆死する。
ウラサワ
サトルとバディを組んだ新兵。将来農業に就くことを希望していたが任務途中で絶命する。
オカダ
ヤエガシがムサシノの森で遭遇したUGの新兵。ストーリー展開によって生存、あるいは絶命する。
タカハシ
HGミサイル阻止のため、ヒビヤ通信管制局にヤエガシと共に潜入したUGの兵士。
ゴンドウ、タンゲ
20年前のアダタラ山ソ連軍基地攻略でヤエガシと共に戦った部下。作戦中に戦死した。
サユリ
UGにヤハギ（ヤエガシ）が来てまもなく彼の恋人となった日本女性。作戦遂行直前にヤハギに白いマフラーを贈る。作戦後消息不明。
イシイ・ナツキ
ハルカの弟。情報処理に精通。ケイトの世話をする。
サカキ・マコト
サカキが幼い頃にUGに迷い込んだサトルの父で、この世界で優秀な戦士として活躍するも戦死する。サトルのストーリー展開次第で本ストーリーが明らかになる。

#### 国連軍・アメリカ軍の人物
アルバート・ロビンスjr.
CIA長官。コールマンの暗殺を指示した人物で、後にUGの報復作戦により暗殺される。
ブレナード・ウォーケン将軍
細菌兵器アニヒレーター計画を強硬に推し進めた人物でパーカー少佐の上司にあたる。細菌兵器の実験を推し進めたり、ヒビヤ・スラムの壊滅を指示した黒幕である。
エヴァンス大佐
国連軍オダワラ基地の司令官。通称「オヤジ」。ジャックの孫のニッキーを特にかわいがっている。
キャンディス・パーカー大佐
国連軍イルマ基地の司令官として赴任する若き女性指揮官。ジャックに伊豆DMZの攻撃を指示する。非常に優秀だが、任務に忠実なため冷酷な一面もある。
ポール中尉
ジャックの機甲遊撃隊の副官を務める。気が弱く優柔不断でジャックにいつも怒られている。
ブライアン・マイヤー
GI社に務めるケイトの養父で、ケイトが幼少のころにブルースハープを教える。

#### その他の人物
フランク・ムーア
オールド・トウキョウの資本家。ワカマツの暗殺を企んだため、UGによって暗殺される。
谷口泉水（たにぐちいずみ）
サトルの彼女で心のよりどころとなっている女性。サトルより年上で車の免許を持つ。サトルが五分後の世界に迷い込んだ後、再生不良性貧血により夭逝。
アリス
戦闘が発生したトコロザワ居住区で、目の前で母親を殺された女の子。ヤエガシ、ノーマと行動を共にすることになる。
マシュー・バーグマン
ケイトと同様に「人為的遺伝子配合による優勢人種出生計画」によって作り出された少年。「ガルム」の機密を盗み出した嫌疑を掛けられケイトと日本へ逃亡し、UGへの迎合を希望するも、流れ弾により不遇の死を遂げる。
クン・マニア
オサカで商売を行う華僑の商人。小説『ヒュウガ・ウィルス』にも登場。老人だが、自衛団に身辺を護らせている。本作ではマシューの日本受け入れに手を貸した。
カルロス
ケイトとマシューの面倒をみたラテン系の男性。トランペットが得意。マシューを失ったケイトを連れて共に行動し、ケイトに生きがいを与える。作品中にはカルロスの母も登場する。
ミシェル
ヒビヤ・スラムでコウモトたちの奪ってきた食料をスラムの人々に配るボランティア的活動を行っている少女。裏で国連軍と取引し、アニヒレーター計画に荷担していたことが後に判明する。
トニー
ミシェルを手伝っているが、実のところコウモト達に小間使いとして使われている少年。コウモトの仲間に入りたがる。
マリア
クラブ・セレスのママ。UG、国連軍の動向に詳しい。コウモトが唯一心を許す相手で、マリアにのみ本名で呼ぶことを許可している。ヤエガシ編ではヤエガシを手当し、食事を援助する優しさを見せる。
穴
コウモトの仲間の一人。軍用車両の知識に詳しく、ハマーの運転を担当する。
指
コウモトの仲間の一人。超一流のスナイピングスキルを持つが、酒が切れると命中率が格段に落ちるという弱点を持つ。コウモトの仲間の中で唯一UGへのあこがれを持つ。
冬
コウモトの仲間の一人。六十近い老人だが、武器とコンピューターに詳しく、コウモトの頭脳として機能している。
ウォルター・ナガト
「デイリー・オブ・ビアス」の社長で、ノーマを助け仕事を与えた人物である。
ティム・ギルバート
ノーマと行動を共にする黒人のカメラマン。ノーマをサポートし良い相棒として活躍する。ストーリー展開によって絶命することがある。
キャサリン・コウリー
小説『ヒュウガ・ウィルス 五分後の世界II』でUGに同行し、ヒュウガ・ウィルスの発見、および対処法の確立に貢献した記者。ノーマのあこがれの人物である。
ギンザ団
ヒビヤ・スラムに徘徊するギャングの一派。構成メンバーの個々は臆病だが、集団行動により人を見下したり、力を誇示しようとする。食料をため込んでいる。

### その他の声の出演
- 安藤亮
- 磯貝明穂
- 岡田雅夫
- 川崎絵弓子
- 北川徹
- 木村洋次
- 黒丸裕子
- 河野通仁
- 児玉恭明
- 滝沢修
- 谷崎尚之
- 温水元
- 林千賀子
- 播磨博敦
- 福田和広
- 星野義和
- 松本香
- 三上勝由
- 山根静香

## スタッフ
- 原作：村上龍「五分後の世界」
- 株式会社メディアファクトリー シーリオスタジオ 
  - エグゼクティブ プロデューサー：芳原世幸
  - プロダクトマネージャー：山本祐子、大沼功
  - プロダクトデザイン：岩田沙由美、国谷尚代
  - スペシャルサンクス：亀谷真、大野誠一、細井ミエ
- ポールトゥウイン株式会社
  - デバッグ：ポールトゥウイン株式会社
- 株式会社ロケットスタジオ
  - プログラマー：日野清治、布施田忠幸、斉藤智之、杉本悟、本田朋之
  - ディレクター：竹部隆司
  - スペシャルサンクス：田坂拓哉、中嶋知彦、中村充、川森歩
- 株式会社ハンド
  - プログラマー：弓崎潔、田中裕司、田口孝司、中居憲久、紀井勝彦、高野展之、関和春
  - ディレクター：小林純、内海清信
  - インターフェイスデザイン：中谷喜久香
  - スペシャルサンクス：北川洋之、乾明男、橋本大輔、森康久仁
- 株式会社旭プロダクション
  - 映像監督・演出：知吹愛弓
  - 美術監督：大河内稔
  - 絵コンテ：知吹愛弓、土屋日、誌村宏明、佐々木浩司
  - CGディレクター：林秀則、八木寛文
  - CGデザイナー：高松玲子、水上美奈、森裕二、田口小夜子、小峯求、吉田昌俊、大村敏久、大川威、信原成光、田所洋行
  - ムービースタッフ：手塚一佳、しけたみかの、野村佳代、野島美香、丸山一馬、松田圭太、坂井義隆、浦田歩、星野透、坂本健雄
  - デジタルアートワーク：佐々木浩司
  - 2D背景：遠山麻理子、さわだえいこ、土居知子、大河内ひとみ、芳野満雄、行信三、MORI ART STUDIO
  - モーションキャプチャー、テクニカルディレクター：三好勝也
  - モーションキャプチャー演技：吉田瑞穂、柄沢功
  - モーションキャプチャー収録：デジタルサイト／レイ
  - 制作進行：児玉共司、島野真由美
  - プロデューサー：山浦宗春
  - 制作協力：アースリング、アイラ・ラボラトリ、デジ・キーノ、アトラクティブ アクションクラブ AAC
- 有限会社COX 
  - 挿入画制作：夏目久仁彦
  - 挿入画レイアウト：新城真
  - 2Dアレンジ：岡田由紀、丸藤奈美恵
  - 3Dデザイナー：高橋将人
  - 制作協力：スターライツピクチャー、村上吉弘、千葉珠里、山澤由香
- 有限会社ジョーダウン 
  - 音楽プロデューサー：冨井昭次
  - ディレクター：金佳代子
  - 曲&プログラミング：五十風真理、飛渡健次郎、酒井知子、菊地創、渡辺嵩、八幡浩暢
  - 効果音&プログラミング：福岡博美
  - エンジニア：石川芳弘、西尾公孝、河野武史
  - マネージメント：冨井安子、横山絵美
  - ボイスディレクター：（オフィス312）松崎霜樹
- 合資会社J-boy 
  - 制作総指揮／監督／ゲームデザイン：秋元哲也
  - 企画／進行：中田陽平
  - プロット：田中政史
  - シナリオ：小路幸也、岡嶋陽祐
  - TAGスクリプト：金谷幸恵、田中政史、岡嶋陽祐、中田陽平、蛯名俊之
  - 制作進行：笹谷めぐみ
  - 演出：内田努
  - 総監督：秋元哲也
- スペシャルサンクス：人見宗範、中村賢志、中村耕二、小原拓之、（C&R社）水上知治、イワタカヅト、星野卓也、山部康男、口町美佳

## 評価
ゲーム誌「ファミ通」の「クロスレビュー」では合計30点（満40点）でシルバー殿堂入りを獲得している。